# Flemington (Victoria)
Flemington ist ein Stadtteil der australischen Stadt Melbourne, der sich ungefähr 4 km nordwestlich des Stadtzentrums befindet. Auf der Rennstrecke Flemington Racecourse wird alljährlich im November der Melbourne Cup, das wichtigste Pferderennen Australiens, ausgetragen.

## Geschichte
1839 erwarb der Siedler James Watson zusammen mit anderen Investoren Land in der Gegend und benannte es nach dem Anwesen Flemington in Schottland, dessen Verwalter sein Schwiegervater war. In den 1840er Jahren siedelten sich verschiedene Geschäfte an. 1854 wurde ein Postamt eröffnet.